# Contrisson
Contrisson – miejscowość i gmina we Francji, w regionie Grand Est, w departamencie Moza.
Według danych na rok 1990 gminę zamieszkiwało 698 osób, a gęstość zaludnienia wynosiła 59 osób/km² (wśród 2335 gmin Lotaryngii Contrisson plasuje się na 484. miejscu pod względem liczby ludności, natomiast pod względem powierzchni na miejscu 485.).